# David Shulkin
David Jonathon Shulkin (Highland Park, 22 de julio de 1959) es un médico y exfuncionario de gobierno estadounidense. En 2017, se convirtió en el noveno secretario de Asuntos de los Veteranos de los Estados Unidos y sirvió bajo la presidencia de Donald Trump. Fue subsecretario de Asuntos de los Veteranos para la Salud desde 2015 hasta 2017, designado por el presidente Barack Obama. El 28 de marzo de 2018, el presidente Trump lo despidió de su cargo mediante un tuit, y anunció que el médico del presidente Ronny Jackson sería nominado como su sucesor, pero la nominación de Jackson fue retirada el 26 de abril de 2018, después de que surgieran acusaciones de mala conducta y mala gestión mientras servía en la Casa Blanca. Fue sucedido por el subsecretario de Defensa, Robert Wilkie.

## Primeros años de vida y educación
Nació en la base del ejército estadounidense Fort Sheridan en Highland Park (Illinois), hijo de Mark Weiss Shulkin y Sonya Lee (de soltera Edelman), donde su padre era psiquiatra del ejército. Sus dos abuelos lucharon en la Primera Guerra Mundial. Recibió una licenciatura en el Hampshire College en 1982 y un título de médico en el Medical College of Pennsylvania (que luego se fusionó con la Universidad Drexel) en 1986; luego hizo su pasantía médica en la Escuela de Medicina Yale y su residencia y beca en Medicina General en el University of Pittsburgh Presbyterian Medical Center. Fue investigador clínico de la Fundación Robert Wood Johnson en la Universidad de Pensilvania.

## Carrera
Se especializó en gestión de atención sanitaria. Se le ha descrito como uno de los «sumos sacerdotes» de la atención centrada en el paciente. Fue presidente y director ejecutivo del Centro Médico Beth Israel en la ciudad de Nueva York. Mientras estaba allí, recorría las salas después de la medianoche después de descubrir que el turno de noche brindaba una atención de menor calidad. También fue presidente del Centro Médico Morristown y vicepresidente de la Organización de Atención Médica Responsable del Sistema de Salud del Atlántico.
Fue el primer director médico del Hospital Universitario de Pensilvania y más tarde del Sistema de Salud Universitario de Pensilvania, el Hospital Universitario de Temple y el Hospital de la Facultad de Medicina de Pensilvania.
Entre sus otros cargos académicos se incluyen el de Presidente de Medicina y Vicedecano de la Escuela de Medicina de la Universidad Drexel, y el de Profesor de Medicina de la Escuela de Medicina Albert Einstein. Ha sido editor de Journal of Clinical Outcomes Management y Hospital Physician, y ha formado parte de los consejos editoriales de varias revistas, entre ellas Journal of the American Medical Association. Fundó y se desempeñó como presidente y director ejecutivo de DoctorQuality, Inc., un servicio de información orientado al consumidor.
Ha escrito varios artículos en revistas revisadas por pares y otras publicaciones profesionales. En 1999, fundó una empresa de pago por desempeño llamada DoctorQuality, que finalmente fracasó.

### Departamento de Asuntos de los Veteranos
En 2015, abandonó el sector privado cuando el presidente Barack Obama lo nombró subsecretario de Asuntos de los Veteranos para la Salud en el Departamento de Asuntos de los Veteranos de los Estados Unidos (VA). Cuando su personal le dijo que tomaría diez meses organizar una cumbre sobre suicidios de veteranos de guerra, les dijo que durante la espera morirían 6000 veteranos y que debían hacerlo en un mes, lo cual hicieron.
El 11 de enero de 2017, fue nominado por el presidente electo Donald Trump como secretario de Asuntos de los Veteranos de los Estados Unidos. Trump, que primero había considerado a otros cinco, lo nominó después de una recomendación del embajador David M. Friedman. El 13 de febrero de 2017, el senado de los Estados Unidos confirmó por unanimidad a Shulkin como Secretario de Asuntos de los Veteranos de los Estados Unidos en una votación de 100 a 0, convirtiéndolo en el único candidato al gabinete por el presidente Trump en tener el consentimiento unánime. Fue el primer no veterano en ocupar el cargo. En este puesto, supervisó la segunda agencia más grande del gobierno, con más de 350 000 empleados y 1700 instalaciones. Esperaba aumentar la dependencia de la atención médica privada para procedimientos rutinarios, como los audífonos, para que el departamento pudiera centrarse en su misión principal de cuidar a los heridos.
Para el discurso del presidente Trump en una sesión conjunta del Congreso el 28 de febrero de 2017, fue el sobreviviente designado en la línea de sucesión del presidente.
En abril de 2017, hizo que todos los hospitales y clínicas del VA comenzaran a publicar datos de calidad y tiempos de espera. Quería proporcionar atención de salud mental gratuita a aquellos que habían recibido una baja militar no honrosa.
En mayo de 2017, a puertas cerradas, pidió a sus directores de atención médica del VA que eliminaran los servicios internos de optometría y audiología para los veteranos y, en su lugar, subcontrataran esos servicios a centros de atención comunitaria privados.
A principios de julio de 2017, anunció que cualquier acuerdo con un empleado requerirá la aprobación del subsecretario, secretario adjunto o funcionario de nivel superior equivalente. Esto detuvo efectivamente todos los asentamientos. La abogada Debra D'Agostino dijo que esto aumentará los litigios contra el VA y que los contribuyentes pagarán por la defensa del VA y de cualquier acción ilegal de sus líderes. D'Agostino también dijo que las agencias federales que son consideradas responsables de discriminación o represalias contra denunciantes no son penalizadas tan severamente como las empresas privadas, ya que los daños compensatorios son limitados y no hay daños punitivos disponibles.
El 28 de marzo de 2018, Trump anunció en Twitter que había sido despedido, y que sería reemplazado por el designado Robert Wilkie de manera interina. Trump también anunció que el contralmirante Ronny Jackson sería nominado para reemplazarlo.

#### Privatización de la atención sanitaria
Tras su despido en marzo de 2018, destacó la presión política de la Casa Blanca de Trump para desmantelar la atención médica del VA y enviar a los veteranos al sector privado. En un editorial de The New York Times, advirtió que «la privatización es una cuestión política destinada a recompensar a personas y empresas selectas con ganancias, incluso si socava la atención a los veteranos». Gran parte del impulso político para privatizar la atención médica del VA provino del grupo de defensa política Concerned Veterans of America (CVA), que cuenta con el respaldo de Charles y David Koch. La privatización de la atención sanitaria del VA cuenta con una oposición abrumadora de los veteranos y las organizaciones de servicios para veteranos (VSO). Los asistentes políticos asignados al VA, incluidos John Ullyot, Camilo J. Sandoval y Jake Leinenkugel, lucharon con él sobre el tema y abogaron por su destitución en un esfuerzo por obligarlo a apoyar la privatización. Su destitución como jefe del VA renovó las preocupaciones entre los veteranos de que la administración Trump privatizaría la atención médica del VA.

#### Polémica por viaje a Europa
En septiembre de 2017, The Washington Post informó que pasó casi la mitad de su tiempo en un viaje internacional a Europa en julio de 2017 (pagado por los contribuyentes) haciendo turismo y comprando con su esposa, Merle Bari. Dijo más tarde al Washington Post que no hizo «nada inapropiado» en el viaje, que el viaje se realizó principalmente para asistir a una conferencia de los  Cinco Ojos, y que las visitas personales a «varios sitios históricos y otros en Londres y Dinamarca» se realizaron «por las noches, los fines de semana, el día antes de que comenzara la conferencia» y fueron «pagadas por mí».
En febrero de 2018, un informe de Michael J. Missal, Inspector General de Asuntos de Veteranos, concluyó que el personal de Shulkin había engañado tanto a los funcionarios de ética de la agencia como al público sobre la naturaleza del viaje de once días. El informe decía que la jefa de gabinete de Shulkin, Vivieca Wright Simpson, había alterado correos electrónicos y había hecho declaraciones falsas para hacer parecer que Shulkin estaba recibiendo un premio del gobierno danés para justificar que su esposa lo acompañara en el viaje financiado por los contribuyentes. La Administración de Veteranos había pagado más de US$4300 por su pasaje de avión. El Inspector General dijo que el gasto total del viaje fue de al menos US$122 334. El informe también decía que había aceptado de manera inapropiada entradas para Wimbledon valoradas en miles de dólares y había ordenado a un asistente que actuara como «conserje de viajes personal» para el viaje. El Inspector General transmitió sus preocupaciones sobre la posible criminalidad de las acciones llevadas a cabo por la jefa de gabinete de Shulkin al Departamento de Justicia, que se negó a iniciar un proceso.
En una entrevista con National Public Radio al día siguiente de su despido, dijo que el secretario de Asuntos de los Veteranos había sido invitado a esta conferencia durante décadas y que dio tres conferencias diferentes en esta conferencia en particular. Reiteró que los viajes personales se realizaron fuera del horario de celebración de la conferencia. Dijo que el único gasto en que incurrió su esposa y que fue pagado por el gobierno federal fue el de su pasaje aéreo en clase económica, el cual había sido aprobado con antelación. Cuando más tarde se cuestionó el gasto del pasaje de avión, dijo que había reembolsado el costo al gobierno federal. También dijo que antes de su despido la administración Trump le había prohibido hablar con los medios para responder públicamente a las acusaciones. El informe del Inspector General del VA no encontró evidencia de que alguna vez haya tenido conocimiento de las acciones que supuestamente tomó el jefe de gabinete. Además, un comité interno del VA que revisó el asunto concluyó que «no había indicios de fraude, tergiversación o mala fe» por parte de Shulkin.

## Vida personal
Está casado con Merle Bari, una dermatóloga. Tienen dos hijos, Daniel y Jennifer. Su hija, Jennifer, ganó una medalla de oro en squash en los Juegos Macabeos de 2009. Es judío.

## Obras publicadas
- Shulkin, David J., M. D. (2008). Questions Patients Need to Ask: Getting the Best Healthcare. Xlibris Corp. ISBN 978-1436367592.[47]
- Shulkin, David J., M. D. (2019). It Shouldn't Be This Hard to Serve Your Country: Our Broken Government and the Plight of Veterans. Public Affairs. ISBN 1541762657.